# شهرک مثلث تحقیقاتی
شهرک مثلث تحقیقاتی (RTP) بزرگ‌ترین پارک تحقیقاتی ایالات متحده است، که ۷٬۰۰۰ جریب فرنگی (۲٬۸۳۳ هکتار) زمین را در کارولینای شمالی پوشش داده و بیش از ۳۰۰ شرکت و ۶۵۰۰۰ کارگر را میزبانی می‌کند. این مؤسسه تحت مالکیت و مدیریت بنیاد مثلث تحقیقاتی، که یک سازمان غیرانتفاعی خصوصی است، می‌باشد. در کارولینای شمالی، مثلث تحقیقاتی اصطلاحی عام برای اشاره به محدوده سه دانشگاه تحقیقاتی نامدار در این ایالت است: دانشگاه ایالتی کارولینای شمالی، دانشگاه کارولینای شمالی در چپل‌هیل و دانشگاه دوک.

تاسیسات آی‌بی‌ام در شهرک مثلث تحقیقاتی، تصویر متعلق به حدود سال ۱۹۸۲

این شهرک توسط شهرهای رالی، دورهام، و چپل هیل و جوامع موریزویل و کری محدود می‌شود. بیشتر قلمرو آن در شهرستان دورهام قرار دارد و حدود یک چهارم آن در شهرستان ویک قرار گرفته‌است.